# Dungunia cnestis
Dungunia cnestis är en insektsart som beskrevs av Sadao Takagi 1993. Dungunia cnestis ingår i släktet Dungunia och familjen pansarsköldlöss. Inga underarter finns listade i Catalogue of Life.